# Bainbridge (villa)
Bainbridge es una villa ubicada en el condado de Chenango en el estado estadounidense de Nueva York. En el año 2000 tenía una población de 1,365 habitantes y una densidad poblacional de 411 personas por km².

## Geografía
Bainbridge se encuentra ubicada en las coordenadas 42°17′41″N 75°28′48″O / 42.29472, -75.48000.

## Demografía
Según la Oficina del Censo en 2000 los ingresos medios por hogar en la localidad eran de $35,231, y los ingresos medios por familia eran $40,962. Los hombres tenían unos ingresos medios de $28,583 frente a los $24,091 para las mujeres. La renta per cápita para la localidad era de $18,666. Alrededor del 12% de la población estaban por debajo del umbral de pobreza.